# Dusona americana
Dusona americana är en stekelart som först beskrevs av William Harris Ashmead 1890.  Dusona americana ingår i släktet Dusona och familjen brokparasitsteklar. Arten är reproducerande i Sverige. Inga underarter finns listade i Catalogue of Life.